# جونگ گیو وون
جونگ گیو وون (کره‌ای: 정겨운؛ زادهٔ ۲۸ ژوئن ۱۹۸۲) بازیگر اهل کره جنوبی است. از فیلم‌ها یا مجموعه‌های تلویزیونی که وی در آن نقش داشته‌است می‌توان به زمان، دکتر اسب و اوه ونوس من اشاره کرد.